# Xã Wheeler, Quận Van Buren, Arkansas
Xã Wheeler (tiếng Anh: Wheeler Township) là một xã thuộc quận Van Buren, tiểu bang Arkansas, Hoa Kỳ. Năm 2010, dân số của xã này là 336 người.